# Sofía Sisniega
Sofía Sisniega Aspe (Cuernavaca, Morelos,7 de junio de 1989) es una actriz de cine, teatro y series de televisión mexicana y estadounidense que también es activista por los derechos de los animales.

## Biografía
Sisniega comenzó a actuar en obras de teatro en su comunidad local cuándo tenía cuatro años de edad. Ella llevaba a cabo en las librerías un grupo de teatro para niños. Su padre era Marcel Sisniega Campbell, un director de cine independiente y jugador de ajedrez mexicano. A los 17 años fue aceptada en el Stella Adler Studio of Acting en la ciudad de Nueva York, donde estudió durante tres años antes de graduarse. También tomó clases en la Casa Azul y el Centro Universitario de Teatro en la UNAM de la Ciudad de México.

## Filmografía

### Televisión
| Año       | Título                             | Personaje             |
| --------- | ---------------------------------- | --------------------- |
| 2010      | Los Minondo                        | Carmela               |
| 2011      | Bienvenida realidad                | Mariana Cantú         |
| 2013      | Gossip Girl Acapulco               | Sofía López-Haro      |
| 2013-2014 | Sr. Ávila                          | Luna                  |
| 2015-2019 | Club de Cuervos                    | Paty Villa            |
| 2016      | Crossing the Rubicon: The Journey  | Trinity Warner Medina |
| 2016      | Entre correr y vivir               | Camila Fuentes        |
| 2017      | Sincronía                          | Paola                 |
| 2017      | Las 13 esposas de Wilson Fernandez | Mueñaca               |
| 2018      | La casa de las flores              | Mara Mardonez         |
| 2018-2020 | Aquí en la tierra                  | Julia De La Peña      |
| 2020      | El Candidato                       | Natalia               |
| 2023      | Las viudas de los jueves           | Carla                 |

### Cine
| Año  | Título                             | Personaje             |
| 2020 | Locas por el cambio                | Paulina / Paula       |
| 2019 | Mentada de Padre                   | Lily                  |
| 2018 | Compulsion                         | Helen                 |
| 2016 | La vida inmoral de la pareja ideal | Vilma                 |
| 2016 | ¿Qué culpa tiene el niño?          | Laura                 |
| 2016 | Mexiwood                           | TBA                   |
| 2014 | Sundays                            | Isabelle              |
| 2014 | Pánico 5 Bravo                     | Felicia               |
| 2014 | I Brake for Gringos                | Steph                 |
| 2013 | Elysium                            | Secretaria de Carlyle |
| 2013 | The Boy Who Smells Like Fish       | Claudia               |
| 2012 | El Gringo                          | Flaca                 |
| 2012 | Get the Gringo                     | Bomboncito de 20 años |
| 2012 | Flight of the Butterflies          | Chloe                 |
| 2011 | Letras pequeñas                    | María                 |
| 2011 | Bacalar                            | Karim                 |
| 2010 | A través del silencio              | Novia                 |
| 2009 | Iris' Struggle                     |                       |
| 2008 | Wet by you                         |                       |
| 2008 | Arresto domiciliario               | Ana                   |
| 2007 | La cadenita                        | Estudiante            |
| 2006 | Mujeres en el acto                 |                       |

### Vídeos musicales
| Año  | Artista     | Canción                   |
| ---- | ----------- | ------------------------- |
| 2013 | Jesse y Joy | Llorar feating Mario Domm |
| 2007 | Masappan    | Para ti                   |